# Steve Stevaert
Steve Robert Jos Stevaert (Rijkhoven, 12 aprile 1954 – Hasselt, 2 aprile 2015) è stato un politico belga, membro e presidente del Partito Socialista Differente.

## Biografia
Dopo gli studi presso l'Hoger Rijksinstituut voor Toerisme, Hotelwezen en Voedingsbedrijven, Stevaert è divenuto proprietario di un bar nel 1972.
Stevaert è diventato politicamente attivo nel 1982 sotto le "ali" del suo mentore Willy Claes. Stevaert fu eletto nel consiglio provinciale del Limburgo in carica dal 1985 al 1995. Divenne sindaco e membro del consiglio cittadino di Hasselt nel 1995. Divenne famoso per la sua politica sul trasporto pubblico gratuito nel 1997, che gli diede il soprannome di Steve Stunt.
Nel 1995 è stato eletto al Parlamento fiammingo ed è stato rieletto nel 1999 e nel 2004. Stevaert è stato ministro fiammingo dei lavori pubblici, dei trasporti e della pianificazione spaziale dal 1998 al 1999 e ministro fiammingo della mobilità, dei trasporti e dei lavori pubblici dal 1999 fino al 2003, quando si è dimesso dopo essere diventato presidente del suo partito, succedendo a Patrick Janssens.
È stato presidente dal 2003 fino alla sua dimissione il 25 maggio 2005, dopo essere stato nominato governatore della provincia del Limburgo, in cui è succeduto alla governatrice Hilde Houben-Bertrand. Divenne il quindicesimo governatore e anche il primo governatore "socialista" di questa provincia. Caroline Gennez gli succedette come presidente temporaneo, fino a quando Johan Vande Lanotte fu ufficialmente eletto nuovo presidente nell'ottobre 2005. Il 9 giugno 2009, giorno delle elezioni regionali fiamminghe, Stevaert annunciò che avrebbe lasciato la carica di governatore. Gli è succeduto il collega socialista Herman Reynders.
Stevaert ha ricevuto il titolo onorifico di Ministro di Stato il 26 gennaio 2004.
All'inizio dell'aprile 2015 sono state rese pubbliche nei media belgi delle denunce di stupro. Successivamente, il 2 aprile 2015, il pubblico ministero di Hasselt ha confermato che Stevaert era scomparso. Dopo lunghe ore di ricerca i sub hanno trovato il suo corpo nel Canale Alberto vicino a Hasselt.

## Onorificenze

### Onorificenze belghe
Ministro di Stato, 2004